# Brussels Jazz Orchestra

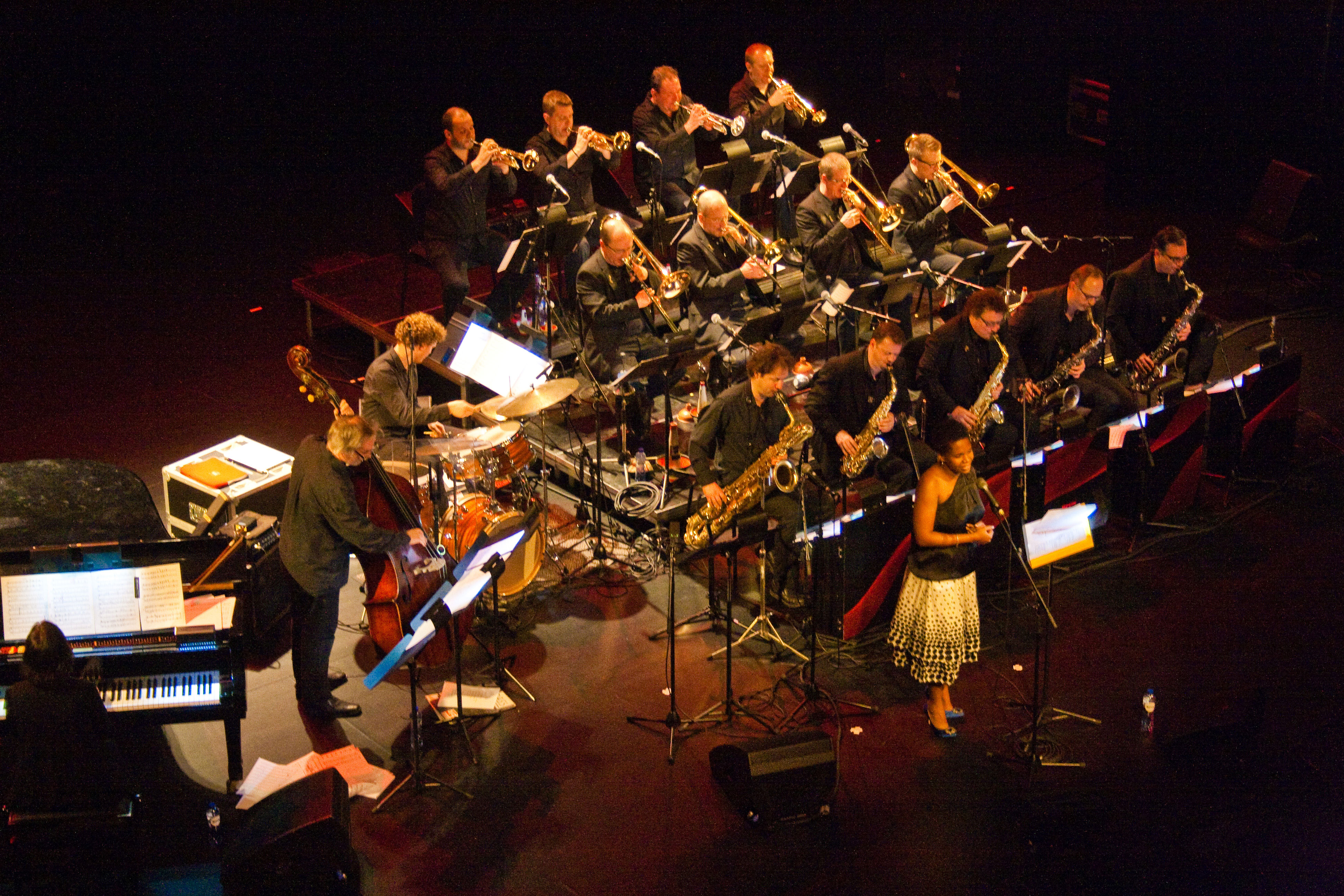
Das Brussels Jazz Orchestra mit Sängerin Tutu Puoane 2014

Brussels Jazz Orchestra ist ein belgisches Jazzorchester im  Bigband-Format, das 1993 vom Saxophonisten und Komponisten Frank Vaganée und seinen Kollegen Serge Plume, Marc Godfroid und Bo Van Der Werf gegründet wurde.

## Geschichte
Das Orchester spielte zunächst alle zwei Wochen im The Sounds in Brüssel. Bereits im Gründungsjahr kam es zum ersten Auftritt außerhalb der belgischen Hauptstadt, 1996 spielte das Orchester erstmals jenseits von Belgien. 1997 nahm es sein erstes Album auf, mit Kompositionen von Frank Vaganée und Bert Joris. 1998 trat Toots Thielemans mit dem Klangkörper auf. Das Brussels Jazz Orchestra wird seit 1999 von der Flämischen Gemeinschaft finanziell unterstützt. Dadurch konnte es regelmäßig mit renommierten Komponisten zusammenarbeiten, wie Bill Holman, Maria Schneider, Kenny Werner, Carlos Franzetti, Michel Herr oder Enrico Pieranunzi. Auch gelang es, renommierte Gastsolisten für Produktionen einzuladen, etwa Philip Catherine, Jeanne Lee, David Linx, Bob Mintzer, Phil Woods, Gustavo Bergalli, Dave Liebman, Dave Douglas, Gianluigi Trovesi, McCoy Tyner, Maria João, Kenny Wheeler, Lee Konitz, Richard Galliano und Perico Sambeat.
Die Programme wurden nicht nur in Brüssel, sondern zunehmend auch auf internationalen Festivals wie Jazz Middelheim, Jazz à Vienne, Paris Jazz Festival oder dem Musikfest Bremen, auf den Veranstaltungen der International Association for Jazz Education, bei Jazz at Lincoln Center oder im Amsterdamer Muziekgebouw aan 't IJ vorgestellt. Auch kam es zu Kooperationen mit der Koninklijke Filharmonie van Vlaanderen und den Brüsseler Philharmonikern. Ludovic Bource griff für die Bigband-Passagen seiner  Filmmusik zu The Artist auf das Orchester zurück.

## Preise und Auszeichnungen
1997 wurde das Orchester mit dem Prix Nicolas d’Or ausgezeichnet. Für das Album Mama Africa erhielt das Ensemble und die Sängerin Tutu Puoane 2011 den South African Music Award in der Kategorie „Best Traditional Jazz Album“. Michael de Cocks Hörbuch Vliegen tot de hemel, zu dem das Orchester unter Leitung des Komponisten Frank Vaganée die Musik einspielte, erhielt 2011 den niederländischen Zilvernen Griffel.  Der Filmsoundtrack The Artist, an dessen Einspielung das Orchester beteiligt war, erhielt 2011 bzw. 2012 mehrere Auszeichnungen, wie einen Golden Globe, BAFTA, César und einen Oscar. Im Dezember 2013 erhielt das Brussels Jazz Orchestra für das von Gil Goldstein arrangierte Album Wild Beauty, das den Solisten Joe Lovano herausstellt, zwei Grammy-Nominierungen.

## Besetzung (2017)
- Trompeten: Serge Plume, Nico Schepers, Pierre Drevet, Jeroen Van Malderen
- Posaunen: Marc Godfroid, Lode Mertens, Ben Fleerakkers / Frederik Heirman, Laurent Hendrick
- Saxophone: Frank Vaganée, Dieter Limbourg, Kurt Van Herck, Bart Defoort, Bo Van Der Werf

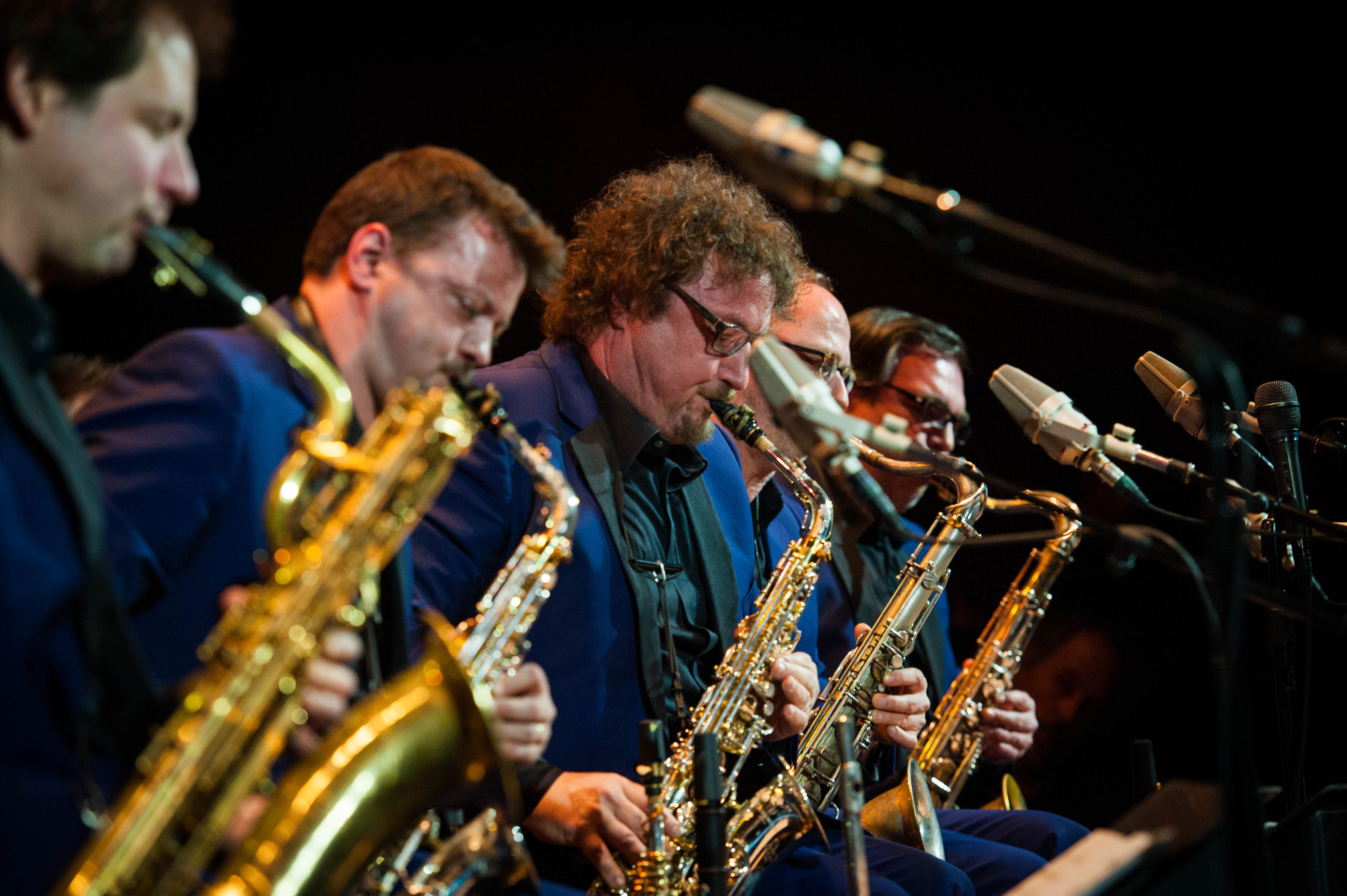
BJO bei Jazz at Lincoln Center, New York 2015

- Piano: Nathalie Loriers
- Bass: Jos Machtel
- Schlagzeug: Toni Vitacolonna

## Diskographie
- Live (1997)
- The September Sessions (1999)
- The Music of Bert Joris (2002)
- Kenny Werner Plays His Music with the Brussels Jazz Orchestra: Naked in the Cosmos (2003)
- Meeting Colours mit Philip Catherine & Bert Joris (2005)
- Countermove (2006)
- Dangerous Liaison mit Bert Joris und der Koninklijke Filharmonie van Vlaanderen (2006)
- Changing Faces mit David Linx (2007)
- The Music of Michel Herr (2008)
- Ten Years Ago mit Richard Galliano (2008)
- BJO 15 (2008, Kompilationsalbum)
- Michael de Cock Vliegen tot de hemel (2009; Buch mit Hörbuch)
- Mama Africa mit Tutu Puoane (2010)
- Signs and Signatures mit Bert Joris (2010)
- Guided Dream mit Dave Liebman (2011)
- Institute of Higher Learning (2011)
- A Different Porgy & Another Bess mit David Linx und Maria João (2012)
- Wild Beauty mit Joe Lovano (2013)
- The Music of Enrico Pieranunzi mit Enrico Pieranunzi (2015)
- David Linx & Brussels Jazz Orchestra Brel (2016)
- BJO's Finest – Live ! (2016, rec. 2013)
- Bert Joris & Brussels Jazz Orchestra Smooth Shake (2017)
- Tutu Puoane & Brussels Jazz Orchestra: We Have a Dream (2018)
- Monique Harcum, DJ Grazzhoppa, Zediam, Brussels Jazz Orchestra: Two Places (2021)